# Désiré (pièce de théâtre)
Pour les articles homonymes, voir Désiré.
Désiré est une pièce de théâtre de Sacha Guitry, représentée pour la première fois sur la scène du théâtre Édouard VII le 27 avril 1927.

## Théâtre Édouard VII, 1927
Distribution :
- Désiré Tronchais, valet de chambre : Sacha Guitry
- Odette Cléry : Yvonne Printemps
- Madeleine Crapicheau, femme de chambre : Betty Daussmond
- Adèle Vazavoir, cuisinière : Pauline Carton
- Félix Montignac, ministre des PTT : Louis Gauthier
- Adrien Corniche, industriel : Henry Trévoux
- Henriette Corniche : Alys Delonde

## Théâtre royal du Parc, 1953
Du 20 au 22 février 1953
- Mise en scène : Sacha Guitry

Distribution :
- Désiré Tronchais : Bernard Blier
- Odette Cléry : Geneviève Page
- Madeleine Crapicheau : Claude Ligonie
- Adèle Vazavoir : Yvonne Bermont
- Félix Montignac : François Joux
- Adrien Corniche : René Barré
- Henriette Corniche : Monique Manuel

## Théâtre du Palais-Royal, 1968
Du 4 mars au 8 septembre 1968. Le spectacle est ensuite repris au théâtre du Gymnase. 
- Mise en scène : Jean-Pierre Bouvier et Pierre Dux
- Musique : Georges Van Parys
- Scénographie : André Levasseur

Distribution :
- Désiré Tronchais : Robert Lamoureux
- Odette Cléry : Marie Daëms
- Madeleine Crapicheau : Arlette Didier puis Laurence Badie
- Adèle Vazavoir : Jackie Sardou
- Félix Montignac : William Sabatier
- Adrien Corniche : Jacques Sereys puis Jean-Pierre Darras
- Henriette Corniche : Monique Tarbès puis Philippine Pascal

## Théâtre Édouard VII, 1984
- À partir du 1er février 1984
- Mise en scène : Jean-Claude Brialy
- Décors : Robert Christidès, François de Lamothe

Distribution :
- Désiré Tronchais : Jean-Claude Brialy
- Odette Cléry : Marie-José Nat
- Madeleine Crapicheau : Bernadette Lafont
- Adèle Vazavoir : Christiane Muller
- Félix Montignac : Jacques Morel
- Adrien Corniche : Fernand Guiot
- Henriette Corniche : Annie Savarin

## Festival de Ramatuelle, 2011
- Mise en scène : Serge Lipszyc
- Décors : Charlie Mangel
- Costumes : Emmanuel Peduzzi

Distribution :
- Désiré Tronchais : Robin Renucci
- Odette Cléry : Florence Darel
- Madeleine Crapicheau : Nathalie Krebs
- Adèle Vazavoir : Véronique Alycia
- Félix Montignac : Patrick Palmero
- Adrien Corniche : Bernard Lanneau
- Henriette Corniche : Marianne Giraud

## Adaptations
Cette pièce a été adaptée à plusieurs reprises au cinéma :
- Désiré, film de Sacha Guitry sorti en 1937.
- Désiré, film de Bernard Murat sorti en 1996, avec Jean-Paul Belmondo et Fanny Ardant.
- La Vie à deux, film à sketches de Clément Duhour, d'après la pièce de Sacha Guitry sorti en 1958, avec Gérard Philipe et Lilli Palmer.